# Gheorghe Vitanidis
Gheorghe Vitanidis (n. 1 octombrie 1929,  Mangalia – d. 25 noiembrie 1994, Atena, Grecia) a fost un regizor și scenarist român.

## Biografie
Absolvent în 1953 al Institutului Național de Artă Teatrală și Cinematografică, se lansează în anul 1958 (prim asistent de regie, alături de regizorul francez Louis Daquin) cu Ciulinii Bărăganului (Les chardons du Baragan), film selecționat și nominalizat la Palme D'Or în cadrul Festivalului de la Cannes din același an.
Alte două filme ale sale (Răutăciosul adolescent (1969) și Clipa (1979) au participat la Festivalul de film internațional de la Moscova.
Cea mai vizionată și populară peliculă regizată de Gheorghe Vitanidis a fost filmul în două serii Ciprian Porumbescu (1973) (pe ecran panoramic), avându-l ca protagonist pe Vlad Rădescu. Dialogurile au fost semnate de Fănuș Neagu.
Lungă activitate didactică la IATC (1961-1989), unde  o bună perioadă a condus și Catedra de Regie film.

## Decorații
A fost decorat în 20 aprilie 1971 cu Ordinul Meritul Cultural clasa a III-a (1971) „pentru merite deosebite în opera de construire a socialismului, cu prilejul aniversării a 50 de ani de la constituirea Partidului Comunist Român”.

## Filmografie

### Regizor

#### Filme de ficțiune
- Ciulinii Bărăganului (Les chardons du Baragan, 1958) - primul asistent de regie
- Băieții noștri (1960) - cu Anastasia Anghel
- Post restant (1962)
- Gaudeamus igitur (1965)
- Șeful sectorului suflete (1967)
- Răutăciosul adolescent (1969)
- Facerea lumii (1971)
- Ciprian Porumbescu (1973)
- Cantemir (1975)
- Mușchetarul român (1975)
- Casa de la miezul nopții (1976)
- Războiul independenței - cu Sergiu Nicolaescu și Doru Năstase, serial TV, (1977)
- Clipa (1979)
- Burebista (1980)
- Dragostea și revoluția (1983)
- Masca de argint (1985)
- Colierul de turcoaze (1986)
- În fiecare zi mi-e dor de tine (1988)

#### Filme documentare
- Zi de sărbătoare (1986)
- La marea sărbătoare (1988)
- Cu poporul, pentru popor (1989)

### Scenarist
- Băieții noștri (1960) - în colaborare cu Alexandru Struțeanu și Anastasia Anghel
- Ciprian Porumbescu (1973) - în colaborare cu Fănuș Neagu
- Dragostea și revoluția (1983) - în colaborare cu Dinu Săraru

### Director artistic
- Frații (1971)